# Радослав Филиповић
Радослав Филиповић (Нови Сад, 19. август 1997) српски је ватерполиста. 

## Каријера
Игра на позицији голмана. Од 2024. године наступао за Раднички из Крагујевца.
Уврштен је у састав Србије за Олимпијске игре 2024. године у Паризу. Освојио је златну медаљу са репрезентацијом Србије на Олимпијским играма у Паризу 2024. године, у финалу Србија је победила Хрватску са 13:11.